# Меморіал Слави (Алмати)
Меморіал Слави — меморіальний комплекс в Алма-Аті, зведений у Парку імені 28 гвардійців-панфіловців до 30-ї річниці перемоги у Німецько-радянській війні. У рамках комплексу був запалений вічний вогонь.

## Історія
1974 року архітекторами Т. К. Басеновим, Р. А. Сейдаліним та В. М. Кімом було створено проект меморіального комплексу, який передбачалося розмістити в Парку імені 28 гвардійців-панфіловців. Передбачалося спорудження триптиху, присвяченого встановленню Радянської влади в Казахстані та перемозі радянського народу у Німецько-радянській війні, а також спеціальний постамент для вічного вогню.
8 травня 1975 року було урочисто відкрито меморіальний комплекс. Авторами скульптур стали В. В. Андрющенко та О. Є. Артимович.
У 2012 році було проведено реставрацію Меморіалу Слави та його головного елемента вперше за 30 років. При цьому наголошувалися на значних недоліках у рамках реконструкції. Так, нові плити на меморіалі не відповідають за кольором та структурою тим, які там розташовувалися спочатку; літери на стелах були закріплені нерівно. Окремо громадські організації зауважують, що було спиляно семипалатинські сосни, а натомість не було посаджено нових, що порушило архітектурно-природну композицію.

## Триптих
Меморіальний комплекс є триптихом:
Горельєф «Клятва» є зображенням молодого червоноармійця, який веде на поводі коней загиблих товаришів. Розташовується ліворуч по головній осі меморіального комплексу. Перед горельєфом під масивними кубами з лабрадориту розташовані капсули із землею міст-героїв.
Монумент «Подвиг» — відображені образи героїв-панфіловців, які захищали Москву грудьми. Горельєф на подіумі, виконаний технікою карбування по міді, відтворює представників 15 радянських республік у контурі карти Радянського Союзу. На подіумі вирізьблені слова політрука панфіловської дивізії: «Велика Росія, а відступати нема куди. Позаду Москва!».
Горельєф «Ті, що трублять славу» є образами, які втілюють гімн торжествуючого життя. Розташовується праворуч по головній осі меморіального комплексу. Перед горельєфом під масивними кубами з лабрадориту розташовані капсули із землею міст-героїв.

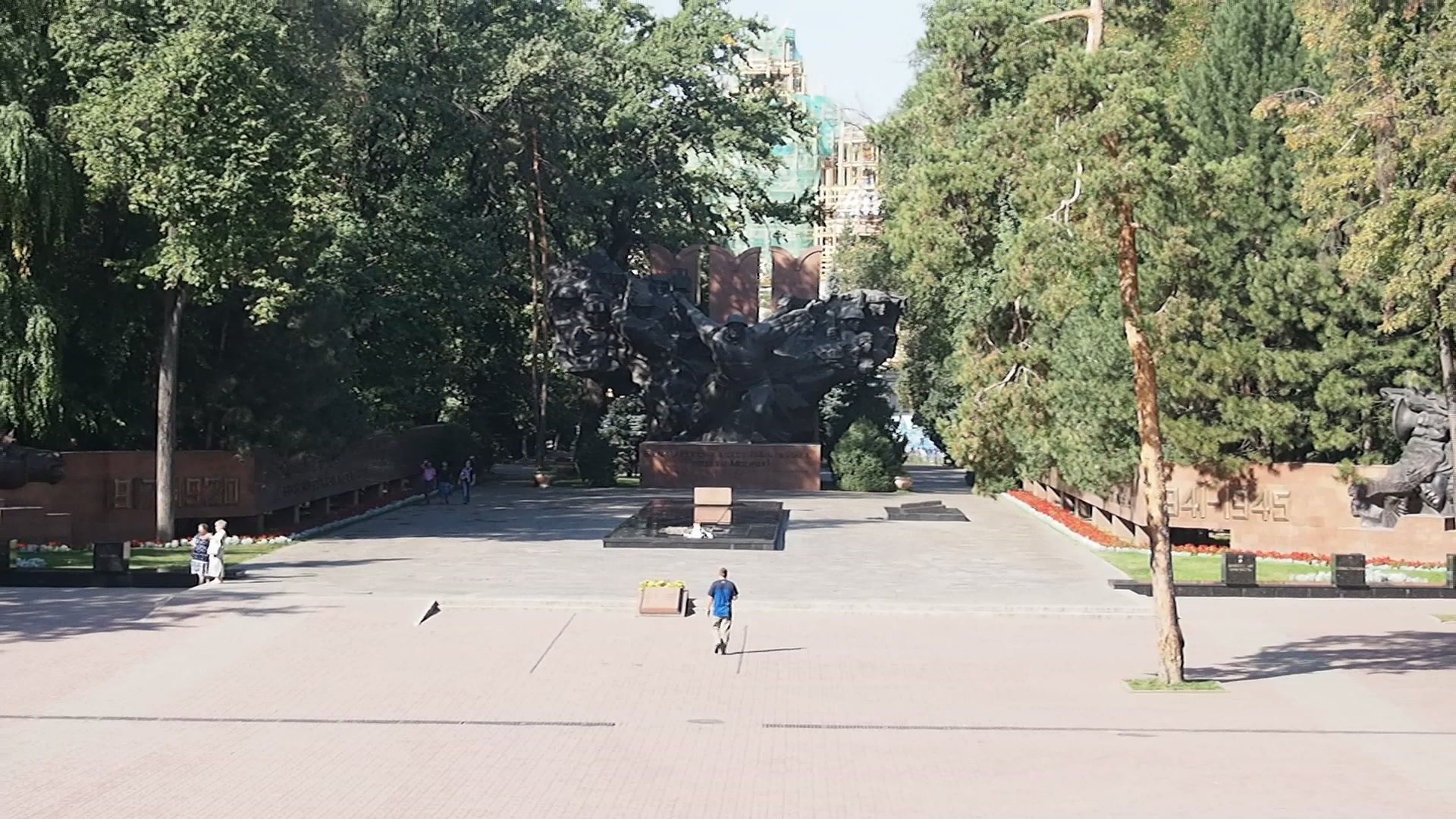
Загальний вид на комплекс
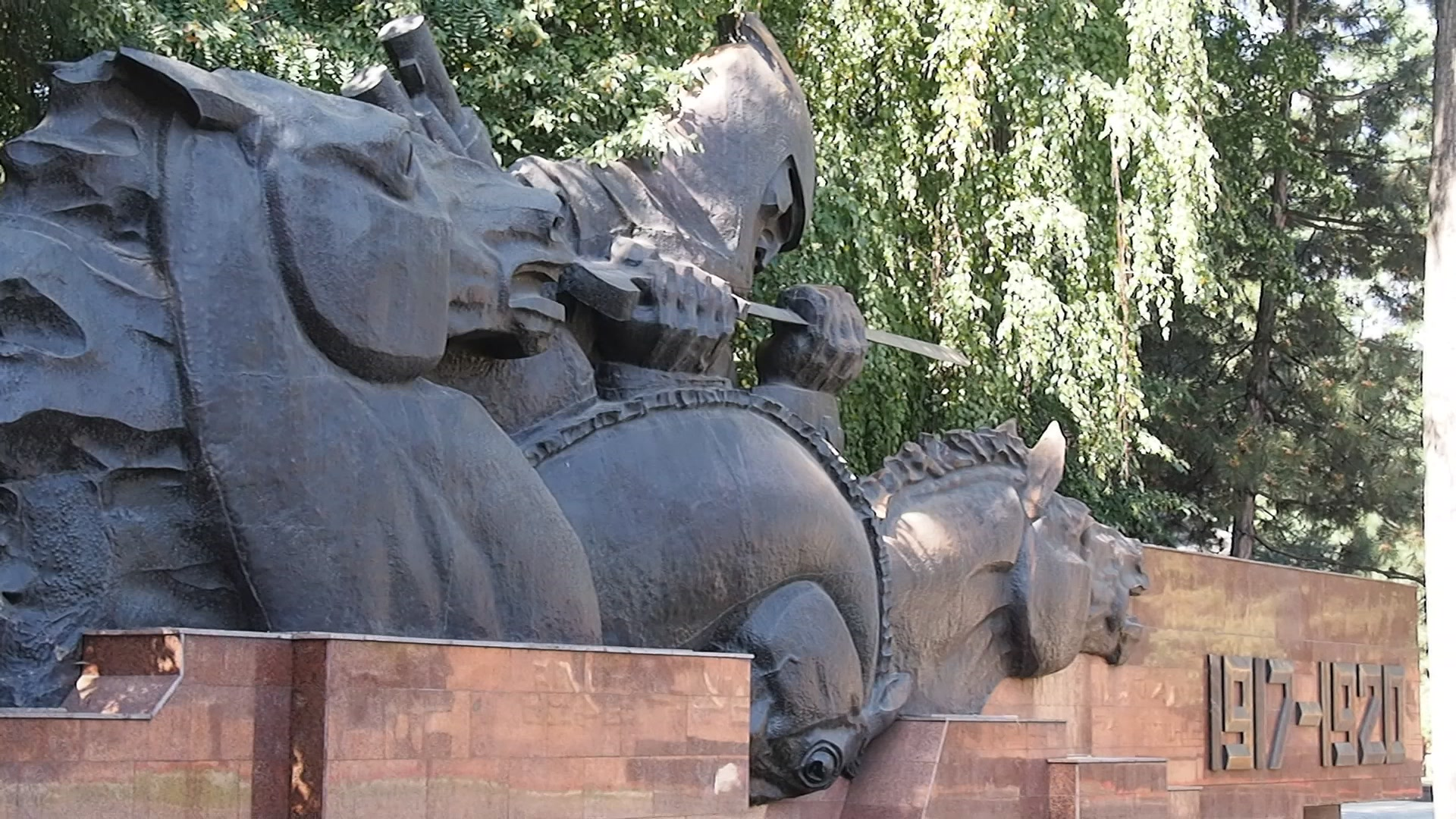
Горельєф «Клятва»
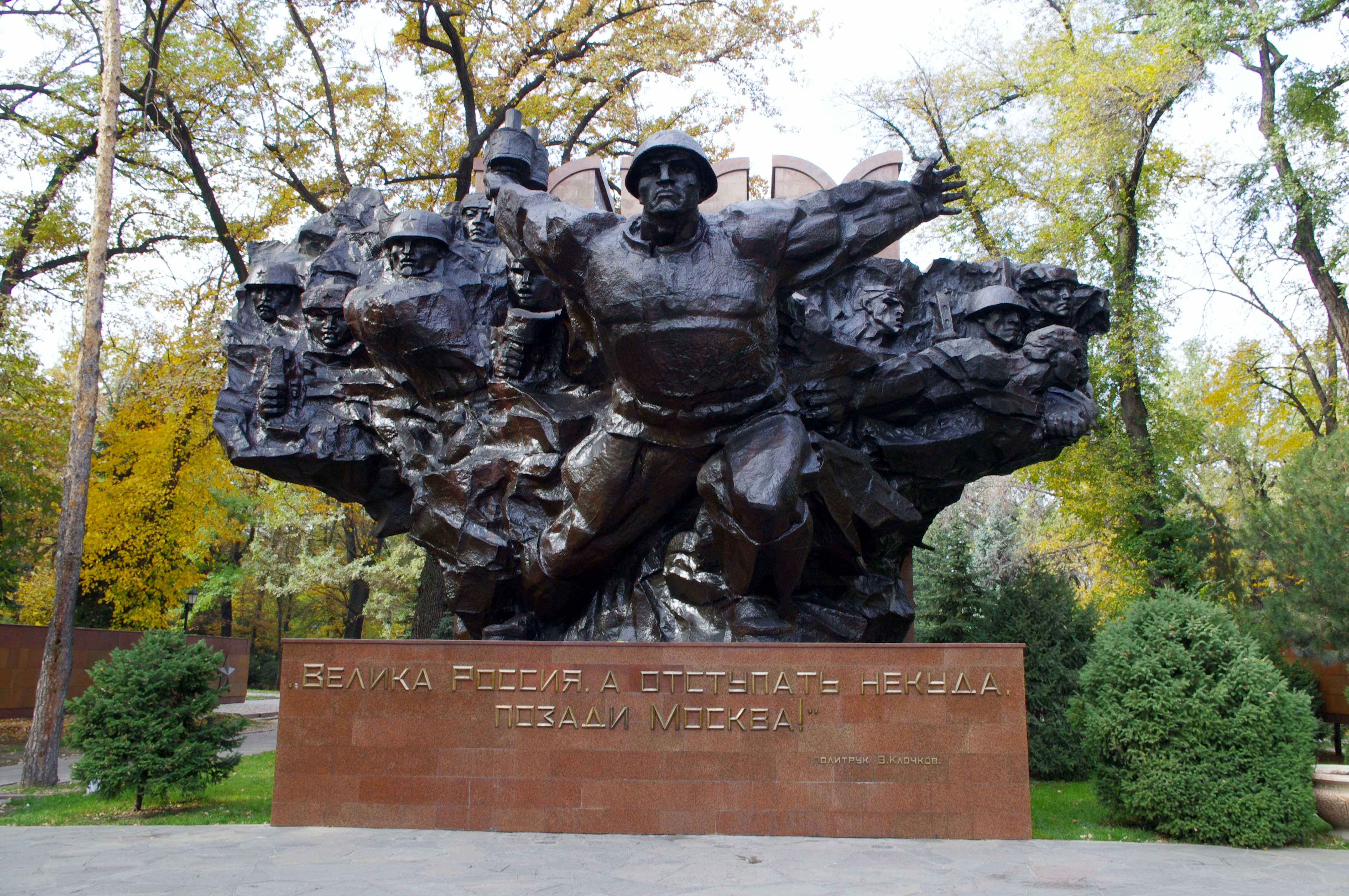
Горельєф «Подвиг»
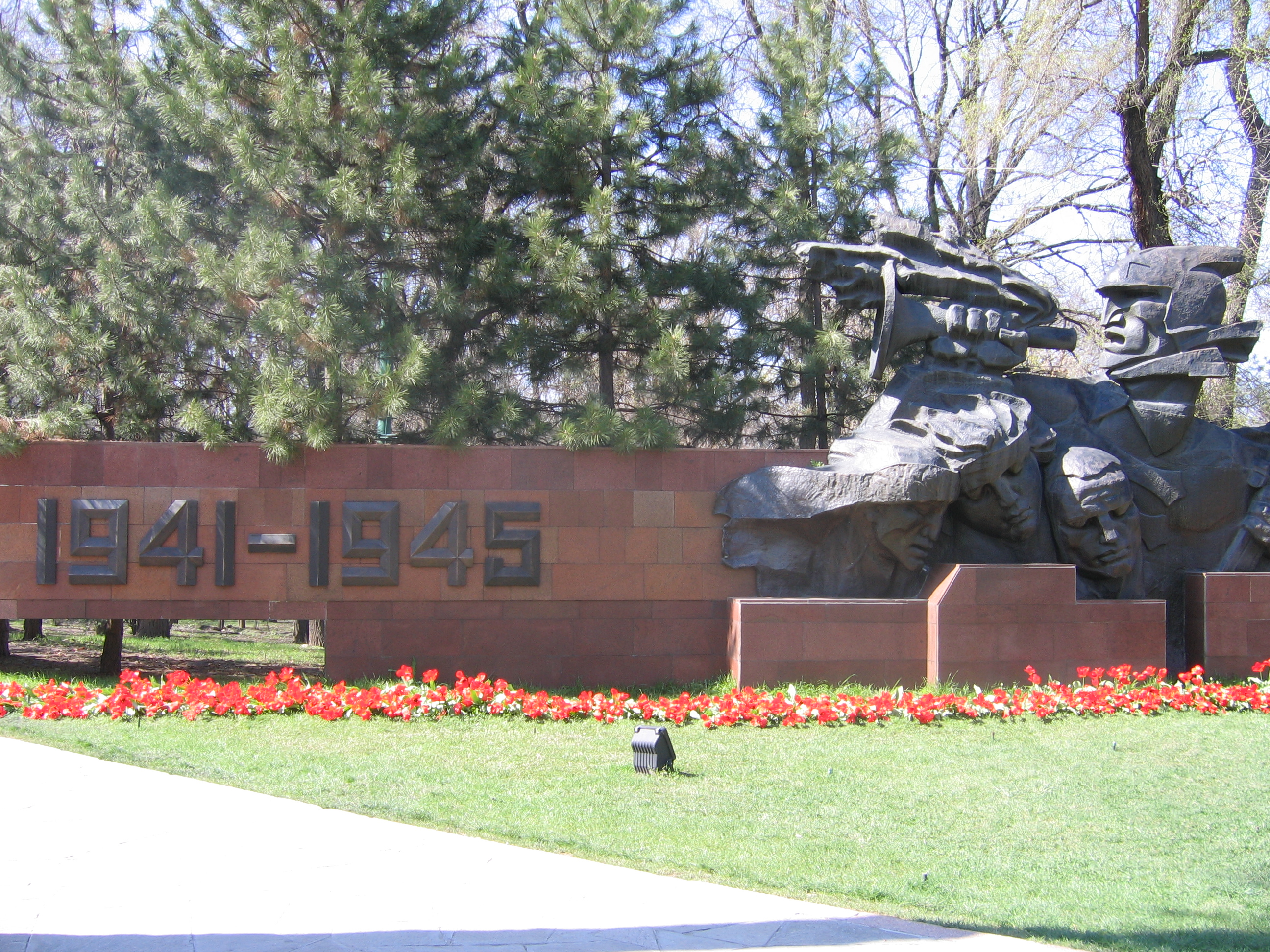
Горельєф «Ті, що трублять славу»
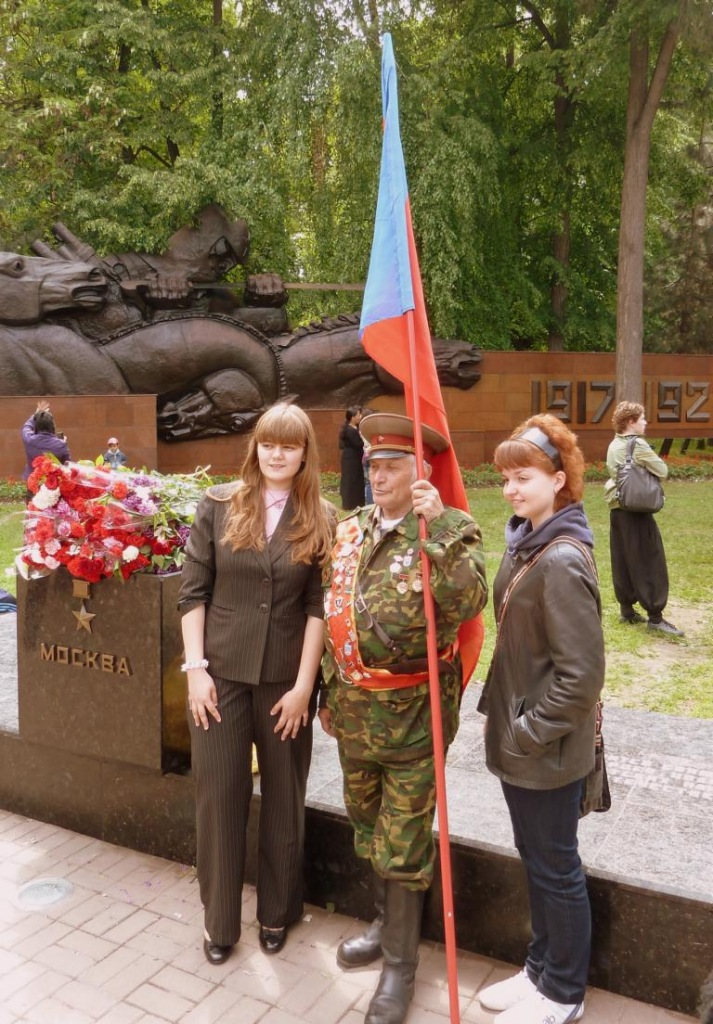
Капсула із землею міста-героя

## Вічний вогонь

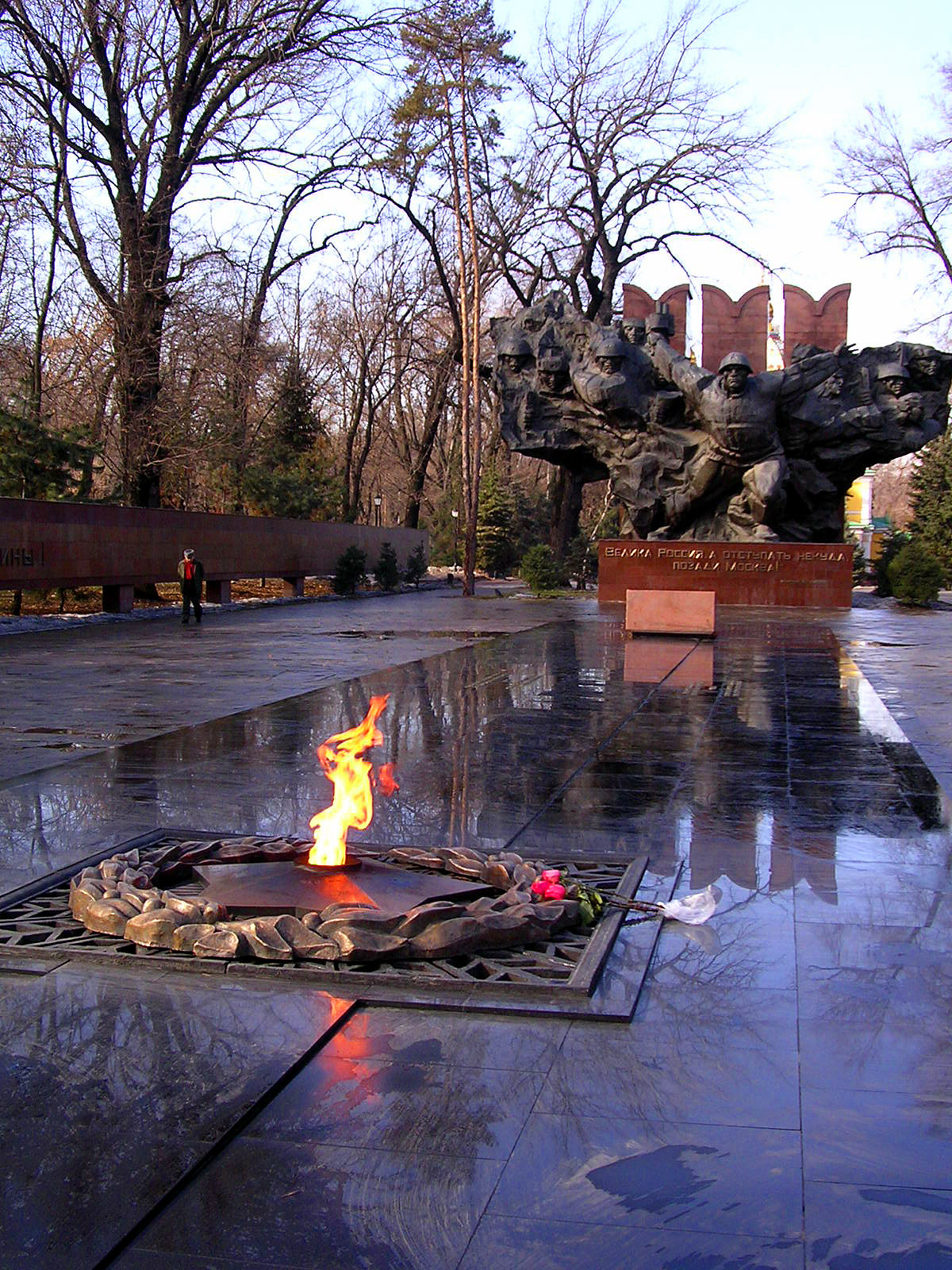
Вічний вогонь

Вічний вогонь був запалений в 1975 одночасно з відкриттям меморіального комплексу.
Починаючи з 1980 року, біля Вічного вогню у дні святкування Великої Перемоги виставлялася почесна варта з найкращих піонерів та комсомольців міста. Традицію було відновлено у 2010-х роках з ініціативи керівництва Казахстансько-Російської гімназії № 54 імені І. В. Панфілова, у Вахті пам'яті беруть участь учні 9-11 класів шкіл міста.
Відвідування вічного вогню є традицією для молодят міста, проте їхня поведінка періодично викликає протести.
Для припинення фактів вандалізму з квітня 2013 року відбувається регулярна акція Меморіальний патруль.

## Поховання біля меморіалу
На підступах до меморіалу розташовується гранітна плита на згадку першовідкривачів повітряних трас Казахстану. Льотчик Т. Суоніо, бортмеханік М. Зорін розбилися в 1931 році в небі під Аягузом, супроводжуючи на борту єдиного пасажира — начальника будівництва степового Гулагу Д. І Литвина.

## Тріумфальна арка
Арка Будинку армії (колишній Будинок офіцерів) була задумана як вхід на Меморіал Слави та є невід'ємною його частиною. Високі сходи від арки до триптиху покликані посилювати урочистість моменту відвідування меморіалу. Саме цей вхід використовують офіційні делегації під час урочистих заходів.

## Статус пам'ятки
4 квітня 1979 року було ухвалено Рішення виконавчого комітету Алма-Атинської міської Ради народних депутатів № 139 «Про затвердження списку пам'яток історії та культури міста Алма-Ати», у якому було вказано Меморіал Слави. Рішенням передбачалося оформити охоронне зобов'язання та розробити проекти реставрації пам'яток.
26 січня 1982 року будинок було включено до списку пам'яток історії та культури республіканського значення Казахської РСР.
25 листопада 1993 року став частиною Алматинського державного історико-архітектурного та меморіального заповідника. На території заповідника заборонене нове будівництво. Реконструкція об'єктів можлива виключно з дозволу Міністерства культури Казахстану.